# Josip Vranković
Josip Jerko "Joke" Vranković (ur. 26 października 1968 w Splicie) – chorwacki koszykarz, występujący na pozycji rzucającego obrońcy, olimpijczyk, po zakończeniu kariery zawodniczej trener koszykarski.

## Osiągnięcia

### Zawodnicze
Drużynowe
- Mistrz Chorwacji (1999, 2000)
- Wicemistrz:
  - FIBA EuroCup Challenge (2003)
  - Polski (2002)
  - Chorwacji (1993, 1994, 1996, 1997, 1998, 2005)
- Brązowy medalista mistrzostw Polski (2001)
- Zdobywca:
  - Pucharu Chorwacji (1992–1994, 1997–1999)
  - Pucharu Polski (2001)
  - Pucharu Bośni i Hercegowiny (2006)
  - Superpucharu Polski (2001)
- 2. miejsce w:
  - Superpucharze Polski (2000)
  - Pucharze Chorwacji (1996, 2000, 2005)

Indywidualne
- MVP meczu gwiazd ligi chorwackiej (1994)
- Najlepszy debiutant z zagranicy PLK (2001 według Gazety)[1]
- Uczestnik meczu gwiazd:
  - PLK (2003)[2]
  - ligi chorwackiej (1994)

Reprezentacja
- Brązowy medalista mistrzostw świata (1994)[3]
- Brązowy medalista mistrzostw Europy (1995)
- Uczestnik:
  - igrzysk olimpijskich (1996 – 7. miejsce)[3]
  - Eurobasketu (1995, 2001 – 7. miejsce)

### Trenerskie
- Mistrz:
  - Igrzysk Śródziemnomorskich (2009)
  - Bośni i Hercegowiny (2007, 2009)[4]
- Uczestnik:
  - mistrzostw świata (2010 – 14. miejsce)
  - mistrzostw Europy (2011 – 13. miejsce)